# Párizsi béke (1763)

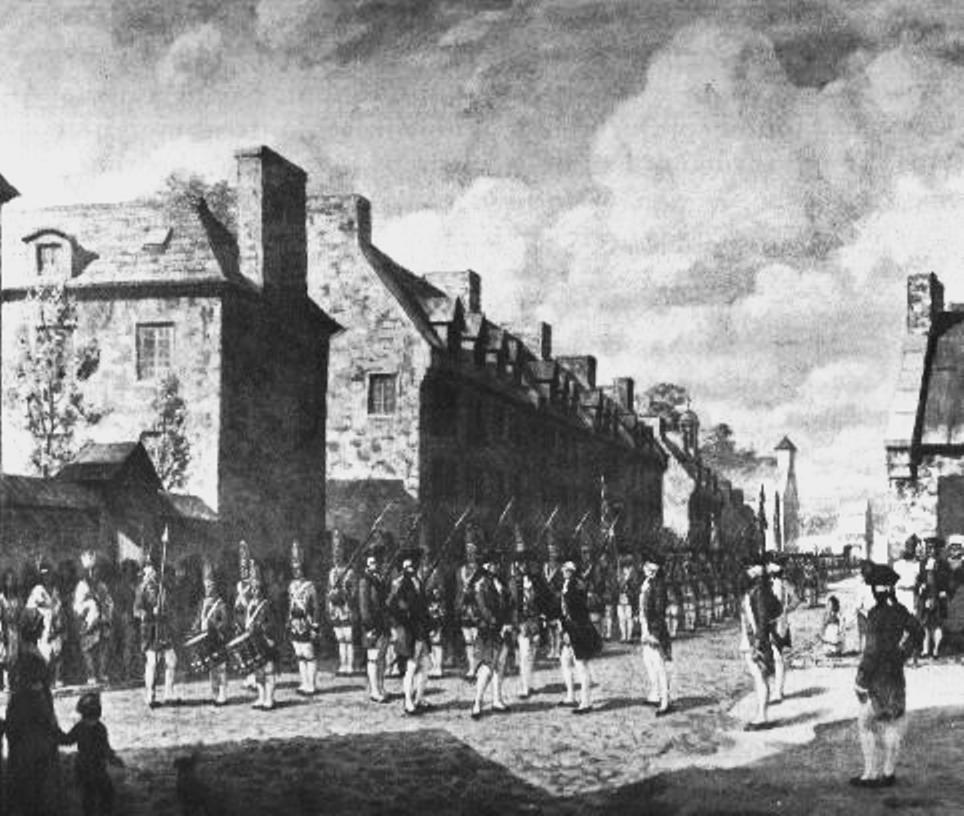
Új-Franciaország (Nouvelle-France) átadása a brit haderőnek. (Montréal, 1760.)

Az 1763. február 10-én megkötött párizsi békeszerződés lezárta a hétéves háborúnak a tengeren túli hadszíntereken zajló harcait. A szerződést egyfelől Nagy-Britannia és szövetségese, Portugália, másfelől Franciaország és a vele szövetséges Spanyolország kötötték meg, három éven át tartó tárgyalássorozat eredményeképpen. A szerződésben a felek egyes amerikai, afrikai és indiai gyarmatok hovatartozását rendezték, a háborúban kivívott új erőviszonyoknak megfelelően. A szerződés a nyugat-európai hadszíntérrel kapcsolatban is tartalmazott területi és politikai rendelkezéseket.

## A szerződés előzményei
A hétéves háború (1756–1763) gyarmati harcaiban elszenvedett francia katonai vereségek következtében 1760. szeptember 24-én Pierre de Rigaud de Vaudreuil, a kanadai Új-Franciaország kormányzója kénytelen volt átengedni ezt a francia gyarmatot, összes csatolt részeivel (dépendences) együtt a brit inváziós haderőnek. A hivatalos átadásra Montréalban került sor.
Franciaország helyi szövetségese, az oswegatchie törzs 1760. augusztus 25-én külön átmeneti megállapodást kötött a brit katonai hatósággal. A Loretteville környékén élő huronok ugyanígy tettek szeptember 5-én Longueuil-ben. Ezek értelmében a gyarmatok a következő három évben (1760–1763), a béketárgyalások végleges lezárásáig brit katonai közigazgatás alatt maradtak.
Az ideiglenes békeszerződést 1762. november 3-án kötötték meg Fontainebleau-ban. A végleges békeszerződést 1763. február 10-én írták alá Párizsban.
Néhány nappal később, február 15-én a hadviselő felek aláírták a hubertusburgi békeszerződést, amely a Habsburg Birodalom és Poroszország közötti háború lezárását szabályozta.

## A párizsi szerződés tárgya
Az európai hadszínteret illetően a szerződés a következő rendelkezéseket tartalmazta:
- Franciaország visszaadja Nagy-Britanniának Menorca szigetét, amelyet a franciák 1756. június 29-én foglaltak el.[2]
- Franciaország kiüríti a Nagy-Britannia németországi szövetségeseitől elfoglalt területeket, elsősorban a brit király személyes hűbérbirtokának, a Hannoveri Választófejedelemséghez – hivatalos nevén Braunschweig-Lüneburgi Választófejedelemséghez (Kurfürstentum Braunschweig-Lüneburg) – tartozó területeket.
- Nagy-Britannia visszaadja Franciaországnak a Bretagne déli partjainál fekvő Belle-Île-en-Mer szigetét, amelyet a britek 1761-ben foglaltak el.

A szerződésnek az észak-amerikai gyarmatokról szóló rendelkezései: 
- Franciaország átengedi Nagy-Britanniának az észak-amerikai partok előtt fekvő Île Royale, Isle Saint-Jean szigeteket, az Acadie néven ismert régiót (azaz Kelet-Québec és a mai Maine állam területét), továbbá Kanadát, beleértve a Nagy-tavak medencéjét és a Mississippi folyó keleti (bal) partját (Délkelet-Louisianát).
- Az 1760-ban megkötött montréali (feltételes) kapitulációs szerződés rendelkezései szerint Nagy-Britannia a kanadaiak számára biztosítja a római katolikus vallás (korlátozott) gyakorlását.
- Spanyolország megkapja a Mississippi folyó nyugati (jobb) partját (azaz Nyugat-Louisianát, a Mississippi torkolatvidékét és Nouvelle-Orléans (New Orleans) városát.[3][4]
- Spanyolország átengedi Nagy-Britanniának Spanyol-Floridát (azaz a mai Florida, Dél-Georgia és Dél-Alabama területét).
- Franciaország megtartja a halászati jogot Terre-Neuve (Új-Fundland) körül és Szent Lőrinc-folyó öblében.
- Cserébe Franciaország megkapja a Saint-Pierre és Miquelon szigetcsoportot (Új-Fundlandtól délre), és helyreállíthatja jól jövedelmező birtokait az Antillákon.
- A karib-tengeri Hispaniola szigetének keleti felét, Saint-Domingue (Santo Domingo, a mai Dominikai Köztársaság) területét Franciaország visszaadja Spanyolországnak, de megtarthatja a sziget nyugati felét (a mai Haiti területét).

Egyéb földrajzi területekről szóló rendelkezések: 
- Franciaország helyreállíthatja saját kereskedelmi állomásait, így Karaikalt Pondichéry-ben (ma: Puduccseri, India délkeleti partvidékén) és visszakapja a britektől Gorée szigetét a szenegáli Dakar partjai előtt. (Ezt a fontos kereskedelmi kikötőt Szenegál függetlenné válása (1960) után a francia rabszolga-kereskedelem központjaként állították be, erődjét és más épületeit e fikció alátámasztásának megfelelően állították helyre és rendezték be.[5] Újabb történészi kutatások 1996-ra kiderítették, hogy a sziget kikötője alapvetően gyarmatáru-kereskedelmet bonyolított, erődje ennek védelmét szolgálta.[6]
- A fent leírt, elszigetelt francia kereskedelmi állomásokon túlmenően egész Szenegambia (a mai Szenegál és Gambia területe) azonban brit megszállás alá kerül.
- Franciaország átengedi Nagy-Britanniának Saint-Louis városát (Szenegál északi partvidékén, a Szenegál folyó torkolatában.

Az 1763-as párizsi békeszerződés egyértelmű nyertese Nagy-Britannia volt. A britek hatalmasra növelték tengerentúli gyarmataik területét, megvetették a brit világbirodalom alapját. A Francia Királyság elveszítette első gyarmatbirodalmát, és egyértelmű vesztesként került ki a háborúból.

## A békeszerződés utóélete
Az 1763-as békeszerződés egyes rendelkezéseit 20 évvel később, az 1783-as párizsi békeszerződésben és a vele egyidejűleg aláírt versailles-i békeszerződésben felülbírálták, miután az amerikai függetlenségi háborúban a fiatal amerikai államszövetség Franciaország erőteljes támogatásával vereséget mért Nagy-Britanniára. Ekkor a briteket lemondatták Szenegálról Franciaország javára, Floridáról pedig Spanyolország javára. 1800-ban, a napóleoni háborúk során Bonaparte tábornok elfoglalta Spanyolországot, Louisiana rövid időre visszakerült Franciaországhoz, de az Első Konzul 1803-ban eladta a tartományt az Egyesült Államoknak (Louisiana Purchase ügylet).

## Külső hivatkozások
- A békeszerződés szövege a Wikisource-ban. (franciául).
- A békeszerződés szövege az Avalon Project honlapján. (angolul)
- Az 1763-as párizsi szerződés Archiválva 2011. június 9-i dátummal a Wayback Machine-ben (A Frontenac-Amériques Szövetség honlapja) (franciául)
- A békeszerződés végleges szövege, és szövetség-kötés Nagy-Britannia, Franciaország és Spanyolország között, köttetett Párizsban, a hozzá tartozó külön cikkelyekkel együtt – 1763. február 10. (Digithèque MJP). (franciául)
- 10 février 1763 Franciaország lemond Québec-ről, az herodote.net honlapon. (franciául)
- A párizsi békeszerződés szövegem a mainzi Európai Történelmi Intézet (Institut für Europäische Geschichte Mainz) online adatbázisában.[halott link] (Újkori európai békeszerződések / Europäische Friedensverträge der Vormoderne) szekció). (németül)
- Traité de Paris (1763). Un «torchon» pourtant conforme au droit international. (Az 1763-as párizsi békeszerződés kiállítása Québec-ben, nemzetközi jogi kommentárral.] (franciául)